# Stephan Wald
Stephan Wald (* 14. April 1951 in Gau-Algesheim) ist ein deutscher Kabarettist, Schauspieler und Stimmenimitator, der vor allem durch die Imitation von Helmut Kohl Bekanntheit erlangte.

## Leben

### Jugend und Ausbildung
Stephan Wald besuchte das Stefan-George-Gymnasium in Bingen, wo er 1970 das Abitur ablegte. Seinen Plan, ein Theologiestudium zu beginnen, um Pfarrer zu werden, gab er zugunsten einer Schauspielausbildung auf. Seinen Wehrdienst verweigerte er nachträglich. Seinen Zivildienst versah er daraufhin im Krankenhaus Bad Dürkheim, wo er 15 Monate lang in der Krankenpflege eingesetzt wurde. Der Umgang mit schwerkranken und sterbenden Menschen weckte in ihm wieder den Wunsch, Priester zu werden. Daher begann er ein Studium der Katholischen Theologie an der Johannes-Gutenberg-Universität in Mainz. Dieses brach er nach zwei Semestern jedoch ab, um Schauspieler zu werden.
Seine Ausbildung erhielt Wald an der Hochschule für Musik und Darstellende Kunst Hamburg, die er nach dreijährigem Schauspiel-Studium mit dem Diplom abschloss. Anschließend war er für zwei Jahre am Stadttheater Luzern und für drei Jahre am Stadttheater Koblenz engagiert. Später erhielt er das Angebot, in das Ensemble des Hamburger Kabaretts Das Schiff einzutreten, wo er bis 1983 blieb. In Hamburg hatte er zudem Gastrollen an den Kammerspielen und am Ernst Deutsch Theater. Dort spielte er in dem Stück „Antigone“ neben Angélique Duvier die Rolle des Hämon unter der Regie von Eberhard Möbius.

### Kabarettistische Karriere
Während seiner Zeit beim Schiff-Ensemble wurde er vor allem als Helmut-Kohl-Parodist bekannt. Im Jahr 1984 engagierte ihn der freie Journalist Günter Walter für das Schallplatten-Projekt Ich bin Kohl, mein Herz ist rein – Die Platte zur Wende, um die Stimme des Bundeskanzlers zu imitieren. Weitere Mitwirkende waren Thomas Freitag (als Franz Josef Strauß und Ernst Dieter Lueg) sowie Elke Heidenreich. Auf diese erste Satire-Platte über Bundeskanzler Kohl folgten in den folgenden Jahren zahlreichen Rundfunk- und Fernsehauftritte des Kabarettisten. Wald wurde als exzellenter Parodist gefeiert.
In der Rolle Kohls hat Wald einige Male für Verwicklungen gesorgt. Nach einer satirischen Einlage mit Bezug zur so genannten Bitburg-Kontroverse in der am 1. Mai 1985 in der ARD ausgestrahlten Mai-Revue, in der Wald Bundeskanzler Helmut Kohl und Ron Williams US-Präsident Ronald Reagan parodiert hatte, verlangte die schwarz-gelbe Bundesregierung eine Entschuldigung vom WDR, der die Sendung produziert hatte. Auch viele Zuschauer protestierten. Die Satire von Wald und Williams erschien knapp zwei Wochen später auch auf einer Single, die Original-Fassung aber hält der WDR seither unter Verschluss.
Kurz darauf beklagte sich der Parlamentarische Staatssekretär im Verteidigungsministerium, Peter Kurt Würzbach, über den Auftritt Walds beim Offiziersball des Streitkräfteamts am 31. Mai 1985 beim stellvertretenden Generalinspekteur Horst Jungkurth. Der Amtschef als Leiter einer Bundeswehrdienststelle habe zugelassen, dass dieses gesellschaftliche Ereignis mit internationalen Gästen durch Walds Parodien zur Politisierung der Bundeswehr benutzt werden konnte. Würzbach sah einen Verstoß gegen die Treuepflicht gegenüber dem Dienstherrn im Frieden und im Verteidigungsfall, da er öffentliche Polemik gegen diesen geduldet habe.
Bereits Anfang Januar 1985 hatte das ZDF Stephan Wald wenige Tage vor der Show Menschen '84 ausgeladen, weil den Verantwortlichen des Senders die darin vorgesehene Kohl-Parodie in einer Unterhaltungssendung zu „einseitig“ erschien. Ähnliches widerfuhr Wald zehn Jahre später im Jahr 1995 anlässlich der ZDF-Gala zu Inge Meysels 85. Geburtstag, als ihn ein Produktionsleiter bedrängte, auf die eingeplante Kohl-Parodie zu verzichten.
Zu den Persönlichkeiten, die Wald neben Kohl noch imitiert hat, gehören unter anderem Norbert Blüm, Marcel Reich-Ranicki, Alfred Biolek, Regine Hildebrandt, Karl Lagerfeld, Helmut Schmidt, Joschka Fischer, Rudolf Scharping, Johannes Rau, Antje Vollmer, Boris Becker, Inge Meysel, Heinz Rühmann, Ernst Dieter Lueg, Michael Mittermeier, Roman Herzog, Dieter Thomas Heck, Willy Brandt, Hans-Dietrich Genscher, Guido Westerwelle, Gerhard Schröder, Edmund Stoiber, Erich Böhme, Harald Schmidt, Verona Feldbusch, Peter Alexander und Heinz Schenk. Vor diesem Hintergrund antwortete er einmal auf die Frage „Wer ist nicht parodierbar?“ mit „Gott. Und Richard von Weizsäcker.“
Im Herbst 1986 ging er, ermuntert durch seine ersten Schallplattenerfolge – darunter Schwarzwortklinik (1985) – und nicht zuletzt durch Gert Fröbe, mit seinem ersten Soloprogramm Hungergala auf Tournee. Es folgten Öko-SAT (1989, auch als Fernseh-Show mit Wald, Ingolf Lück und Hans Werner Olm), Schizofritz (1993) und Nanga Parbat (1996) – letzterer Titel ist eine bewusste Anspielung auf den gleichnamigen „Schicksalsberg der Deutschen“. Für diese Programme, von denen zumeist auch Tonträgerveröffentlichungen entstanden, arbeitete Wald mit den Autoren Diether Dehm und Erich Virch zusammen. Daneben spielte er eine kleinere Rolle in Walter Bockmayers Heimatfilmparodie Die Geierwally (1988). In der Satire-Show Hurra Deutschland gab er von 1989 bis 1991 zusammen mit Thomas Freitag den in Form von Gummipuppen parodierten Prominenten aus Politik und Unterhaltung die Stimmen.
Mehrfach unterstützte Stephan Wald durch Auftritte mit seinen Satire-Programmen, bei denen er auf seine Gage verzichte, die Entwicklungshilfeprojekte des von Pfarrer Elmar Jung gegründeten Hilfswerks HANDinHAND e.V. in Indien. Beide kennen sich seit der gemeinsamen Studienzeit in Mainz, wo sie eine Zeitlang im dortigen Priesterseminar zusammen wohnten.
Mit dem Ende der Ära Kohl und dem Beginn der Kanzlerschaft Gerhard Schröders im Jahr 1998 verlor Wald die wichtigste Figur seiner Parodienummern. Der Kabarettist nahm eine zweijährige kreative Auszeit. Im Herbst 2000 kehrte er mit seinem neuen Soloprogramm Zombieland zurück. In diesem Programm gegen die Auswüchse der Spaßgesellschaft, mit dem er bundesweit auf Tournee ging, hatte Helmut Kohl allerdings „Auftrittsverbot“. 2003 zog sich Wald von der Bühne zurück, um nur noch als Privatier zu leben. Für die Gala der Zeit anlässlich des 90. Geburtstags von Altbundeskanzler und Herausgeber Helmut Schmidt kehrte Stephan Wald Anfang 2009 nach fünfjähriger Bühnenabstinenz eigens für diesen Abend zurück, um gemeinsam mit Zeit-Chefredakteur Giovanni di Lorenzo die im Zeit-Magazin geführten Gespräche „Auf eine Zigarette mit Helmut Schmidt“ zu persiflieren.
Wald sah sich stets eher als Kabarettisten klassischer Prägung im Stile Werner Fincks und lehnte die um die Jahrtausendwende herum zunehmend aufkommende Comedy-Welle ab: „Als Kabarettist stellen Sie Ansprüche an den Intellekt – ein Comedian ist viel erfolgreicher.“

### Privates
Stephan Wald hat sich mehrfach öffentlich zu seiner Homosexualität bekannt. Andererseits gab er auch an, während seines Schauspielstudiums in Hamburg sehr unglücklich in eine Mitschülerin verliebt gewesen zu sein.

## Zitat
„Wenn die Kanzel der Pfarrer und die Bühne des Kabarettisten eines gemeinsam haben dann sicher dieses: Die Beschreibung der Welt als einer vorläufigen. So kann beispielsweise die Zweiteilung der Menschheitsfamilie in reiche Prasser und arme Schlucker keinen Bestand haben. Allerdings mache ich mir lange nicht mehr die Illusion, die Welt mit Kabarett verbessern zu können. Es reicht mir, wenn der und andere vielleicht ein bisschen wacher auf die Verhältnisse schaut als früher.“

## Werk

### Programme
- 1986: Hungergala – wo bleibt die Musik? (Buch: Virch, Dehm, Wald)
- 1989: Öko-SAT (Buch: Virch, Dehm, Wald)
- 1993: Schizofritz (Buch: Virch, Wald)
- 1996: Nanga Parbat
- 2000: Zombieland (Buch: Virch)

### Tonträger
- 1984: Ich bin Kohl, mein Herz ist rein – Die Platte zur Wende (LP, Rillenschlange/KliG)
- 1985: Helmut: „Du, du, du“, Ronnie: „Yes, I agree“ und Under 4 Eyes (Single, CBS)
- 1985: Schwarzwortklinik (LP/MC, Rillenschlange)
- 1986: Hungergala – wo bleibt die Musik? (LP, Pläne, CBS)
- 1986: Boris Becker Talk mit Harry Valerien (Single, CBS)
- 1992: Hetzparade (CD, Sony)
- 1992: Das Gesäß (Maxi, Columbia)
- 1993: Ich tanz alleine (Maxi)
- 1994: Alles halb so schlimm (Maxi)
- 1998: Nanga Parbat (CD, WortArt)
- 1998: Adé (Maxi, WortArt)

### Filmografie
- 1988: Die Geierwally
- 1989–1991: Hurra Deutschland (Fernsehserie)
- 1992: Wir Enkelkinder